# Наймарк, Барри
Р. Б. «Ба́рри» На́ймарк (англ. R. B. "Barry" Naimark; 1 июля 1932, Реджайна — 3 декабря 2004, Хафмун-Бей) — канадский кёрлингист.
В составе мужской сборной Канады чемпион мира (1964). Чемпион и призёр чемпионатов Канады среди мужчин.
Играл на позициях третьего и первого.
В 2000 введён (вместе с командой) в Зал славы канадского кёрлинга.

## Достижения
- Чемпионат мира по кёрлингу среди мужчин: золото (1964).
- Чемпионат Канады по кёрлингу среди мужчин: золото (1964), серебро (1977), бронза (1970).

## Команды
| Сезон   | Четвёртый      | Третий           | Второй       | Первый          | Турниры           |
| ------- | -------------- | ---------------- | ------------ | --------------- | ----------------- |
| 1958—59 | Барри Наймарк  | Frederick Langen | Evan Wolfe   | Richard Beddoes | ЧК 1959 (4 место) |
| 1963—64 | Лайалл Дагг    | Лео Хеберт       | Фред Бриттон | Барри Наймарк   | ЧК 1964 · ЧМ 1964 |
| 1969—70 | Лайалл Дагг    | Барри Наймарк    | Лео Хеберт   | Terry Paulson   | ЧК 1970           |
| 1970—71 | Лайалл Дагг    | Берни Спаркс     | Лео Хеберт   | Барри Наймарк   | [ 4 ]             |
| 1976—77 | Leroy Vinthers | Лео Хеберт       | Greg Pruden  | Барри Наймарк   | ЧК 1977           |

(скипы выделены полужирным шрифтом)